# Margaritifera
Margaritifera es un género de moluscos bivalvos de la familia Margaritiferidae.

## Especies
Se reconocen las siguientes especies:
- Margaritifera falcata
- Margaritifera hembeli
- Margaritifera margaritifera
- Margaritifera marrianae
- Margaritifera auricularia